# دانشگاه آنگکور
دانشگاه آنگکور (به لاتین: Angkor University) یک دانشگاه در کامبوج است که در سیم ریپ واقع شده‌است.